# Suggestopädie
Die Suggestopädie ist eine vom bulgarischen Arzt und Psychologen Georgi Lozanov seit den 1960er Jahren verbreitete Lehrmethode, die aufgrund ihres pseudowissenschaftlichen Charakters für ihre Wirkversprechen in der Lehr-Lern-Forschung kritisiert wird. Kern der Methodik ist die Sammlung teilweise bereits bekannter Elemente der Pädagogik und der Lernpsychologie zu einer Gesamtmethodik, in der dem Schüler eine hohe Selbstverantwortung für den Lernprozess geboten und abverlangt wird als im konventionellen Frontalunterricht, gegen dessen Verbreitung sich die Suggestopädie richtet.
Während die ersten Anwendungen ausschließlich auf den Fremdsprachenunterricht bezogen waren, wird die Suggestopädie seit den 1990er Jahren gelegentlich auch im Sachunterricht sowie in Aus- und Weiterbildung eingesetzt.

## Grundlagen
Unter den beiden Begriffen Suggestopädie und Superlearning sind vergleichbare Ansätze zu verstehen, die beide durch die Bereitstellung von visuellen, kinästhetischen und auditiven Reizen versuchen, den Lernvorgang gehirngerecht aufzubereiten und ganzheitlich zu gestalten.
Die Aspekte von Suggestopädie (mit Lehrer) und Superlearning (ohne Lehrer) widersprechen dem psychologischen Mainstream nicht grundsätzlich. So wird beispielsweise durch Lernspiele in Kleingruppen innerhalb einer Klasse der Wettbewerbsgedanke gefördert, wobei die Motivationskonzepte sich von konventionellen Unterrichtsformen stark unterscheiden. Im Wechsel von Bewegung und Ruhe eines dramaturgisch abgestimmten Lernprozesses wird die Rolle von Entspannung für Informationsverarbeitung betont und gefordert, um den Wechsel von Anspannung- und Entspannungsphasen für Lernprozesse nutzbar zu machen.
Darüber hinaus werden Lernstrategien auch im suggestopädischen Unterricht verwendet. So werden beispielsweise zunächst leere Wände von Seminarräumen durch den Einsatz von durch die Lernenden erstellten Lernplakaten visuell gestaltet, so dass die selbst erstellten Inhalte auch im laufenden Unterricht sichtbar bleiben und als periphere Stimuli dienen, wodurch diese Inhalte auch die Vertiefungsphase in der Unterrichtszeit unterstützen.
Unter dem Begriff Superlearning wurde eine mit Entspannung arbeitende Methode bekannt, die mit Lehrmedien wie Text und Audiofiles, jedoch ohne Lehrer arbeitet. Auch wenn der Begriff Superlearning nicht auf Lozanov zurückgeht und einige Elemente der Suggestopädie hier nicht auftauchen, weisen die Ansätze dennoch Gemeinsamkeiten auf.
Für die Begründung der Wirksamkeit derartiger Methoden, welche weder erforderlich noch hinreichend belegt sind, gibt es anekdotische Berichte über angebliche Hypermnesien bei Fakiren und Yogis oder Frequenzbereiche, in denen das Hirn je nach Tätigkeit arbeite. Diese gehören jedoch zusammen mit den überzogenen Wirksamkeitsbehauptungen zum pseudowissenschaftlichen Kontext der Methoden.

## Entwicklung
Lozanov entwickelte mit Hilfe dieser Erkenntnisse ein methodisches System zur Vermittlung von Lehr- und Lerninhalten im o. a. suggestopädischen Kreislauf. Er legte großen Wert auf dessen Abfolge, deren Einhaltung und die durch die o. a. Konzertphasen ausgelöste Entspannung. Die wichtigste Rolle spielt für Lozanov die Lehrperson und deren Integrität, umfassende Bildung und Verantwortung für das Wohlergehen der Gruppe und die Förderung des Lernprozesses. Von ebenso großer Bedeutung sind für den Begründer der Methode die künstlerischen Elemente im Lernprozess, besonders in den Phasen, in denen die Lernenden den neu angeeigneten Stoff festigen (Integration und Transfer). In der Integration, dem Abschluss eines mit einem Lernkonzert begonnenen suggestopädischen Kreislaufs, machen sich die Lernenden den Stoff in künstlerischer Form selbst verfügbar. Oft entstehen dabei ein kleines Theaterstück, ein gemeinsames Bild oder Poster, ein Gemeinschaftsprojekt z. B. Interviews, „globale Simulation“, oder sogar eine „Opernaufführung“. Ein ganzheitliches Bild entsteht, „eine geschlossene Gestalt“. Mit diesem Element leistet die Suggestopädie auch ihren Beitrag zum Transfer (Aktivierung des Gelernten in veränderten Lernsituationen) von Unterrichtsinhalten.
Die moderne Form der Suggestopädie wurde besonders im Westen durch Fachverbände, im deutschsprachigen Raum durch die DGSL (Deutsche Gesellschaft für Suggestopädisches Lehren und Lernen), aus den bulgarischen Grundlagen weiterentwickelt.

## Suggestion und Desuggestion
Der Wirkung von Suggestionen und Desuggestionen kommt in der Suggestopädie eine starke Bedeutung zu.
Über das was der Begründer einstmals sagte, ist die moderne Suggestopädie hinausgewachsen. Positive Suggestionen stehen im Focus des Trainerwirkens. Dies geschieht durch eine eigene positive Haltung dem Thema, dem Lerner und der Umgebung gegenüber. Damit sollen Ängste abgebaut werden (Desuggestion) und Motivation, Neugier und Ressourcen aktiviert werden. Auch werden die Methoden so ausgewählt, dass positive Lernerlebnisse im Vordergrund stehen.
Lozanov wurde im Laufe seiner Untersuchungen auf das Phänomen der Hypermnesie (abnorme Gedächtnissteigerung) aufmerksam. Ursprünglich befasste sich Lozanov mit Fremdsprachenunterricht, weil dieser über die Anzahl gelernter Vokabeln eine einfache Nachweismethode der Hypermnesie darstellte. Die Hypermnesie erreicht der Lehrer durch Suggestion und Desuggestion. Damit ist der Lehrer das zentrale Moment der Methode. Suggestion und Desuggestion erfolgt u. a. dadurch, dass der Lehrer den Lernenden in einen Entspannungszustand versetzt, was diesem ein völlig neuartiges Lernen ermöglicht. In den Zustand der Entspannung führen die beiden einleitenden Konzertphasen, die mit klassischer und barocker Musik gestaltet werden. Suggestion und Desuggestion soll schließlich den Lernenden in dem Gefühl bestärken, dass der Lehrer von dessen Lernerfolg überzeugt ist. Desuggerieren bedeutet dabei soviel, dass der Lehrer durch sein Verhalten und die Methode erreicht, die Lernbarrieren zu überwinden, die der Lernende durch seine bisherige Lernenerfahrung im konventionellen Frontalunterricht aufgebaut hat.

## Elemente der Suggestopädie

### Kernelemente
- Motivation: negative Selbsteinschätzung wird entschärft, positive Selbsteinschätzung gefördert
- Musik: sie wird als Katalysator für die Langzeitspeicherung von Wissen eingesetzt (Besonders geeignet: Barockmusik, u. a. Largo-Sätze von Bach oder Vivaldi). Die von Lozanov eingesetzte klassische Musik hat sich in der Folgezeit nicht durchgesetzt. Der Grund ist wohl, dass die korrekte Original-Aussprache verzerrt wurde und somit kein Lernvorbild sein konnte.
- Spiele: Lernspiele und spontane zwischenmenschliche Aktionen fördern die Speicherung von Wissen
- Mentale Auseinandersetzung: kritische Auseinandersetzung mit dem Lernstoff fördert das analytische Denken und trainiert die kognitiven Fähigkeiten
- Abwechslung: dramaturgisch stimmige Phasen von geistiger Angeregtheit und Konzentration mit aktiven Spielmomenten helfen Anspannung zu vermeiden
- Gruppenarbeit, Partner- und Kleingruppenarbeit fördern den Austausch und das gemeinsame Erleben.
- Stimuli: periphere Stimuli (zumeist Lernplakate an den Wänden oder NLP-Anker) unterstützen durch unbewusste Aufnahme von Lernstoff die Behaltensrate.
- Raumgestaltung: Licht, Temperatur, Tischanordnung, Farbgebung und Geruch können die Lernleistung beeinflussen. Die Suggestopädie nutzt diese Erkenntnisse.
- Metaphern und Geschichten, vor allem in der Form der Stoffvermittlung: sie vereinfachen die Darstellung auch komplexer Inhalte und erhöhen die Behaltensleistung.
- Künstlerische Elemente: Der einzelne macht sich den erlernten Stoff in künstlerischer Form verfügbar, fügt ihn also in sein eigenes System der Weltwahrnehmung und des Selbstausdrucks ein. Das so nachhaltig gefestigte Wissen steht so dem Transfer eher zur Verfügung.

## Kritik
Kritiker der Suggestopädie weisen darauf hin, dass im Rahmen suggestopädischer Lehrmaterialien und Seminare häufig aus der Forschung bekannte Effekte (z. B. Entspannungstechniken wie die progressive Muskelrelaxation oder der als Rosenthal-Effekt bekannte Glaube des Lehrers an den Erfolg des Schülers) mit überzogenen Wirkungsversprechen kombiniert werden (vgl. Lukesch, 2000). Theoretisch greifen sie meist in simpler Form auf die Gehirnforschung zurück (zum Beispiel die Hemisphärenspezialisierung), empirisch sind die angeblichen Erfolge nicht bestätigt."
In kritischen Veröffentlichungen zur Suggestopädie in wissenschaftlichen Fachzeitschriften mit Peer-Review-Verfahren wird daher unabhängig von einer etwaigen Wirksamkeit der Methoden die Pseudowissenschaftlichkeit als Hauptkritikpunkt herausgestellt. Zudem weisen Kritiker der Suggestopädie darauf hin, dass gerade die behaupteten spektakulären Wirkungen der Methode experimentellen Replikationsversuchen nicht standgehalten haben (vgl. Lukesch, 2000; Beitinger, Mandl & Renkl 1993; Dieterich 1987 und Edelmann 1991). Lozanovs eindrucksvolle Ergebnisse in empirischen Kurzzeitexperimenten (300, 500 und 1000 Vokabeln in mehreren Stunden), die das Renommee seiner Suggestologie und Suggestopädie begründeten und angeblich zur Unterstützung durch die UNESCO führten, konnten von ihren Kritikern nicht repliziert werden. Die Ansammlung von Elementen explorativer Didaktik im Unterricht, die Anwendung von Lernspielen und gruppendynamischen Anforderungen an die Lernenden sowie die Rhythmisierung des Unterrichtes mit Ansprache aller Sinne wirkt jedoch auch ohne die überzogenen Wirkversprechen als ganzheitlicher Ansatz. Den vielfältigen, in Fachzeitschriften mit Peer-Review-System publizierten negativen Bewertungen aus Sicht der psychologischen Lehr-Lern-Forschung stehen demnach auch positive Bewertungen durch den Fremdsprachen-Didaktiker Ludger Schiffler gegenüber (Schiffler, 1989). Dieser will auch bei einigen Probanden eine hypermnestisch zu nennende Lernleistung festgestellt haben (Schiffler, 2002).

## Ausbildung
Es existiert ein gesetzlich nicht geschützter Abschluss als Suggestopäde DGSL. Kritiker weisen darauf hin, dass diese Ausbildung in keiner Weise in universitären Strukturen im Rahmen der Lehr-Lernforschung verankert ist.